# 1997年アイシン火災

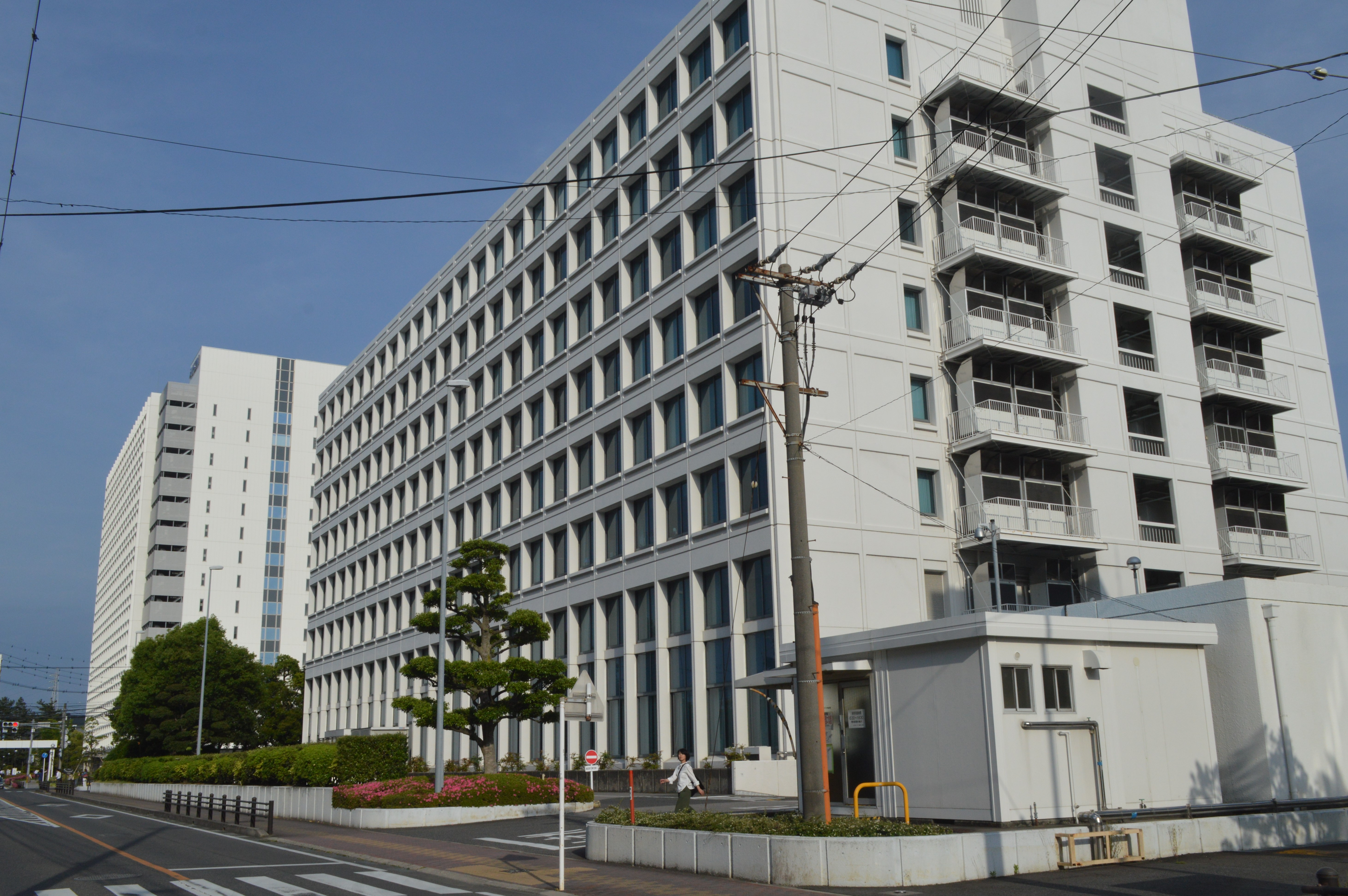
アイシン精機本社（事務本館）

1997年アイシン火災（1997ねんアイシンかさい）とは、1997年（平成9年）2月1日に愛知県刈谷市のアイシン精機（現・アイシン）刈谷工場において発生した火災。

## 火災の発生
1997年2月1日午前4時15分 (JST) ごろ、愛知県刈谷市朝日町のアイシン精機刈谷工場で火災が発生した。当初は10人ほどの従業員が消火器で消火を試みたが、火の手が回ったため、午前4時29分に刈谷市消防本部（現・衣浦東部広域連合刈谷消防署）へ通報し、避難した。火災は4時間以上にわたり燃え続けた後、午前8時52分に鎮火された。負傷者は出なかった。
調査報告によれば、火災の原因は不明である。この工場ではトヨタ自動車のブレーキ機構製造に使われる、リアブレーキを押さえることによって滑らないように補助する部品であるブレーキフルードプロポーショニングバルブ（Pバルブ）の製造を担っていた。
この火災によりアイシン精機は工場の機能停止に追い込まれ、トヨタ自動車は部品調達の供給源を断たれることとなった。トヨタ生産方式を採用する同社が保有する在庫は4時間分しかなかった。
トヨタ自動車において使用されるPバルブの99パーセントをこの工場で製造しており、残りの1パーセントは日信工業（現・日立Astemo）が製造していた 。Pバルブの生産は複雑かつ、特殊な設備が必要であった。さらに多品種のPバルブが製造されていた。
当該工場の機能停止により、トヨタの自動車製造は1週間の停止を余儀なくされると推定された。これによる経済損失はトヨタ自動車のみならず地域経済および日本経済に及ぶものであり、トヨタ自動車が1日製造を停止するだけで、日本における生産の0.1パーセントが減少するためである。

## 復旧
アイシン精機はトヨタ自動車と共同で、Tバルブ製造についての対策室を開設、トヨタ自動車は供給再開のための追加の技術者を手配した。これは時間外労働ではあったが、部品の増産体制の構築と同じように、Pバルブを製造する機械の製造を援助するためであった。
いくつかのトヨタの取引先およびその下請け企業は縫製機械メーカーも含め、Pバルブ製造を優先するよう要請された。
そのバルブが最速で届いたのは2月5日のことで、これにより自動車生産の再開が可能となった。当初の予測では操業再開まで1週間は掛かると考えられていたが、結果としては5日での操業再開となった。

## 教訓
ジャストインタイム生産システムの実装が機能していること、トヨタが「効率とリスクの適切なバランス」を持ち合わせていたことを示し、トヨタは生産の簡易化やリスクを軽減のためには部品の種類を減らすという教訓を得た。トヨタへの部品供給を担う各社にとっては、生産効率の向上および製造方法へ冗長性を組み込むことを学んだ。
その性能は生産体制を再構築し、日本的な企業系列システムの価値を示した。また、トヨタに部品供給を行う企業が同社に示した忠誠心は、長期的なビジネス関係の価値を示している。サプライヤーは、Pバルブ急造のために掛かったコストを請求しなかったと伝えられている。アイシンおよびトヨタは、関係取引先に対して残業代や機械の補修費用などを含んだ約1億円を支払った。